# Den svenska psalmboken 1694
Den svenska psalmboken 1694 är en psalmbok sammanställd av Jesper Swedberg.

## Psalmer i 1694 års psalmbok

### I. Catechismus författad i Sånger

#### I. Tijo Gudz Bud
- 1 Thesse äro the Tijo Bud (12v) (Göteborgspsalmboken 1650 s. 3-5). Finns på Wikisource.
- 2 Wår Herre Gud af Himmelrik (12v)
- 3 Then som wil en Christen heta (5v) * (Göteborgspsalmboken 1650 s. 5-6) Finns på Wikisource.
- 4 Betrachtom wäl the helga Bud (12v) Finns på Wikisource.

#### II. Trones Artiklar
- 5 Wij tro uppå en Alzmächtig Gud (3v) (Göteborgspsalmboken 1650 på s. 6-7) (1819 nr 17) Finns på Wikisource.
- 6 Wi tro uppå en Gud (3v) (Göteborgspsalmboken 1650 på s. 7-8) Finns på Wikisource.
- 7 O Gud wi lofwe tig, O Herre (28v) (Göteborgspsalmboken 1650 på s. 18-20).
- 8 O Gud wi lofwe tig: O Gud wi tacke tig (1v) (Göteborgspsalmboken 1650 på s. 20-22) (1819 nr 263) Finns på Wikisource.
- 9 Uppå Gud Fader jag fast tror (12v)  Finns på Wikisource.

#### III. Herrans Bön
- 10 Fader wår som i himlom äst (9v) (Göteborgspsalmboken 1650 s. 9-10) Finns på Wikisource.
- 11 O Fader wår högt öfwer oss i himmelrik (3v) (Göteborgspsalmboken 1650 s. 60-61) Finns på Wikisource.
- 12 Himmelske Fader fromme (1v), (melodi som nr 119)

#### IV. Om Döpelsen
- 13 Wår Herre Christ kom til Jordan (7v) (Göteborgspsalmboken 1650 s. 11-13). Finns på Wikisource.
- 14 Wår Herre Christ til Jordan gick (7v)
- 15 O Gud när jag platt intet råd (7v)

#### V. Om Herrans Nattward
- 16 Tu lifsens bröd, o Jesu Christ (8v) (1819 nr 155)
- 17 Jesus Christus är wår hälsa (12v)  (Göteborgspsalmboken 1650 s. 13-15, 1819 nr 152). Finns på Wikisource.
- 18 Gud ware lofwat och högeliga prisat (6v) (Göteborgspsalmboken 1650 s. 15-16) Finns på Wikisource.
- 19 Jag wil i alla stund (5v) , (1819 nr 156)
- 20 O JEsu tu min frälserman (9v)
- 21 Jesu Christi oskyldiga död (11v) * (1819 nr 154)
- 22 Säll then som hafwer Jesum kiär (18v) (1819 nr 157)
- 23 Hur kan och skal jag tig (1v) (1819 nr 160)
- 24 Tig Jesu skie nu ewig pris (3v)  (1819 nr 161)
- 25 Tig Jesu wil jag prisa (10v)

### II. Konung Davids Psalmer
- 26 Säll är den man, som icke går Psaltaren 1 (Göteborgspsalmboken 1650 s. 77-78) Finns på Wikisource.
- 27 Hjälp Gud! vad för jämmerlig ting Psaltaren 3
- 28 O HErre hwad en mächtig hoop (5v) Psaltaren 3 (Göteborgspsalmboken 1650 s. 98-99)
- 29 Ach Herre huru marga sig
- 30 Hör migh o Gudh / gif på mitt taal (12v) Psaltaren 5
- 31 Uthi tin stora wrede (10v) Psaltaren 6
- 32 Ack HErre straffa icke migh (6v) Psaltaren 6
- 33 På tigh förtröstar jagh/ min Gudh (7v) Psaltaren 7
- 34 HErre medan tu tigh döljer (14v) Psaltaren 10
- 35 På HErran jagh förtröstar (6v) Psaltaren 11
- 36 O HErre Gudh af Himmelrijk / Wij må thet alle klaga (6v) Psaltaren 12  (Göteborgspsalmboken 1650 på s. 226-229) Finns på Wikisource.
- 37 Säg HErre / huru länge Wil tu förgäta migh (5v) Psaltaren 13
- 38 Then ogudachtige säger så (6v) Psaltaren 14
- 39 HErre ho skal ewinnerlig (4v) Psaltaren 15 (Göteborgspsalmboken 1650 s. 78-79)
- 40 O HErre! tu äst min enda tilflyckt (8v) Psaltaren 16
- 41 Himlarna medh all theras häär (7v) Psaltaren 19
- 42 HErren wår Gudh ware tigh blijd (10v) Psaltaren 20
- 43 O HErre tu som med tin macht (10 verser) Psaltaren 21
- 44 Min Gudh / min Gudh / sade Christus tå (13v) Psaltaren 22
- 45 Hwad kan migh ståå til trång och nödh * Psaltaren 23 Göteborgspsalmboken 1650 s. 62-63 Finns på Wikisource.
- 46 Then stora wijda jord (7v) Psaltaren 24 (jmfr Anders Christensen Arrebos psalm O Herre, vem skall bo från samma psaltarpsalm) (1819 nr 315)
- 47 Min hogh från Menniskior hafwer jagh wändt (12v) Psaltaren 25 (Göteborgspsalmboken 1650 s. 23-26) Finns på Wikisource.
- 48 Ah HErre Gud, jag efter tig gast längtar (23 verser)
- 49 Jagh längtar / HErre/ efter tigh (8v) Psaltaren 25
- 50 HErren är mitt lius och hälsa (6v) Psaltaren 27
- 51 När jag nu min bön utgjuter (8v) (1819 nr 264) Finns på Wikisource.
- 52 På dig jag hoppas, Herre kär Psaltaren 31 (Göteborgspsalmboken 1650 s. 63-64, 1819 nr 226) Finns på Wikisource.
- 53 Låt icke det förtryta dig Psaltaren 37 (1819 nr 232) (Göteborgspsalmboken 1650 s. 76-77)
- 54 Then onde wachtar ther fast uppå (8v) Psaltaren 31
- 55 Gjör wäl/och låt alt ondt beståå (8v) Psaltaren 31
- 56 Ach HErre! migh eij tuckta (12v) Psaltaren 38
- 57 Säll är then man som hafwer kär (7v) Psaltaren 41  (Göteborgspsalmboken 1650 s. 80-82)
- 58 Såsom hjorten träget längtar (1819 nr 460)
- 59 O Herre, fräls mig och döm min sak Psaltaren 43
- 60 Jagh siunger om en Konung båld (9v) Psaltaren 45
- 61 Vår Gud är oss en väldig borg * Psaltaren 46 (Göteborgspsalmboken 1650 s. 87-88, 1819 nr 124) Finns på Wikisource.
- 62 Gud är vår starkhet och vårt stöd Psaltaren 46 (1819 nr 227) Finns på Wikisource.
- 63 Alt folck skal nu här höra (12v) Psaltaren 49
- 64 Then store Gud han talat har Psaltaren 50
- 65 O Herre Gud, gör nåd med mig Psaltaren 51 (Göteborgspsalmboken 1650 s. 26-28, 1819 nr 181) Finns på Wikisource.
- 66 Förbarma tigh / Gudh / öfwer migh (5v) Psaltaren 50
- 67 Hwij berömmer tu fast tigh (6v) Psaltaren 52 (Göteborgspsalmboken 1650 s. 82-84)
- 68 The galnar tal jag röijas wil  Psaltaren 53
- 69 Gudh hör min böön (9v) Psaltaren 55
- 70 O människa Gud klagar Psaltaren 58
- 71 Hjelp Gudh uthaf tin nådes thron (7v) Psaltaren 61
- 72 Hör mitt rop min Gud och Herre
- 73 Min åtrå fast til Herran står Psaltaren 62
- 74 Gud hör min röst och klagan Psaltaren 64
- 75 O HErre Gudh tu hörer böön (5v) Psaltaren 65
- 76 Gudh ware oss barmhertig och mild Psaltaren 67 (Göteborgspsalmboken 1650 s. 88-89, 1819 nr 402)
- 77 Hielp migh / min Gudh / min sorg migh qwäl (13v) Psaltaren 69 (Göteborgspsalmboken 1650 s. 139-143)
- 78 Gudh! Skynda tigh at frälsa migh (6v) Psaltaren 70
- 79 Min Gud, på dig förtröstar jag (1819 nr 229)
- 80 Gud gif Konungen tid nåd  Psaltaren 72
- 81 Thet är fullwist / at hwar och een (12v) Psaltaren 73
- 82 Uti min nöd jag söker Min Gud med sorgeliud
- 83 Min Gud jag nu åkallar *
- 84 O HErre Gudh betee tin macht (12v) Psaltaren 79
- 85 Israels herde, du som går för hjorden tin Psaltaren 80
- 86 Gudh står i Gudz Församling (5v) Psaltaren 82 (1819 nr 310)
- 87 O huru liuflig är tin boning Herre kiär Psaltaren 84
- 88 HErre som offta nådelig (6v) Psaltaren 85
- 89 Tin Öron / HErre / til migh bög (8v) Psaltaren 86
- 90 O Herre Gudh af Himmelrijk (9v) Psaltaren 90 (Göteborgspsalmboken 1650 s. 226-229)
- 91 Eländig är wår tid och åhr
- 92 Then som under hans beskärm boor (8v) Psaltaren 91 (Göteborgspsalmboken 1650 s. 64-67) Finns på Wikisource.
- 93 Then som ut thens högstas beskiärm
- 94 Ett kostligt ting och godt thet är (10v) Psaltaren 92
- 95 O Gudh som har i händer (15v) Psaltaren 94
- 96 Kommer här och låter Psaltaren 95 (Göteborgspsalmboken 1650 s. 16-17) Finns på Wikisource.
- 97 Hela världen fröjdes Herran Psaltaren 100 (1819 nr 268) Finns på Wikisource.
- 98 Om nåd och rätt jag tänker sjunga Psaltaren 101 (1819 nr 299)
- 99 Min själ skall lova Herran Psaltaren 103 (Göteborgspsalmboken 1650 s. 34-36, 1819 nr 16) Finns på Wikisource.
- 100 Lofwa Gudh / min siäl / i alla stund (9v) (Göteborgspsalmboken 1650 s. 66-39)
- 101 HErren uthi sin högsta thron (8v) Psaltaren 110 (Göteborgspsalmboken 1650 s. 164-166)
- 102 Säll är then man som frucktar Gudh (6v) Psaltaren 112 Finns på Wikisource.
- 103 Tu som wil HErran tiena (8v) Psaltaren 113
- 104 Tå Israel af Egypten drog (3v) Psaltaren 114
- 105 O Gud, det är min glädje Psaltaren 116 (1819 nr 223)
- 106 Nu lofwe HErran all then Heedna skara (1v) Psaltaren 117
- 107 Tå migh går sorg och nödh uppå (4v) Psaltaren 120
- 108 Jag lyfter mina händer Psaltaren 121 (1819 nr 33) Finns på Wikisource.
- 109 Utan Herren faller oss till Psaltaren 124 (Göteborgspsalmboken 1650 s. 89-90)
- 110 Om Herren icke med oss står
- 111 Allt arbet är ju fåfängt här (7v) Psaltaren 127 (Snarlik senare tolkning av Ps 127 Förgäves all vår omsorg är)
- 112 Om Gud ej bygger huset up
- 113 Säll är den man, som fruktar Gud Psaltaren 128 (1819 nr 339) (Göteborgspsalmboken 1650 s. 79-80) Finns på Wikisource.
- 114 Av djupets nöd, o Gud, till dig (1819 nr 182) Psaltaren 130 (Göteborgspsalmboken 1650 s. 28-29) Finns på Wikisource.
- 115 Till dig av hjärtans grunde Psaltaren 130 (1819 nr 183) Finns på Wikisource.
- 116 Se, huru gott och ljuvligt är (1819 nr 307)
- 117 Widh the älwer i Babylon (5v) Psaltaren 137 (Göteborgspsalmboken 1650 s. 32-34)
- 118 Utrannsaka mig, min Gud Psaltaren 139
- 119 Tu Herre utransaka mig
- 120 Ach HErre hör och bistånd giör (14v) Psaltaren 143
- 121 Pris vare Gud, som min hand lärer strida
- 122 Ditt namn, o Gud, jag lova vill (1819 nr 269) Finns på Wikisource.
- 123 Lova Herren Gud, min själ (1819 nr 29) Finns på Wikisource.
- 124 Min siäl skal uthaf hiertans grund (11v) Psaltaren 146
- 125 Jerusalem tu helga stadh / Prisa tin Gudh medh gamman (3v) Psaltaren 147 (Göteborgspsalmboken 1650 s. 97) Finns på Wikisource.
- 126 Lofsiunger Herran, lofsiunger Herran
- 127 Lofsiunger HErran Gudh, Medh psalmers söta liud (5v) Psaltaren 149
- 128 Lova Gud i himmelshöjd (1819 nr 271) Finns på Wikisource.

### III. Åhrlige Högtiders Psalmer

#### I. Någre heligas Lofsånger
- 129 Min siäl prisar storliga HErran (10v), J. Mariae Lofsång Lukasevangeliet 1:46 (se även Magnificat och Göteborgspsalmboken 1650  s. 17-18) Finns på Wikisource.
- 130 Lofwad ware HErren Israels Gudh (12v), Zachariae Lofsång Lukasevangeliet 1:68
- 131 HErre / nu låter tu tin tienare (4v), SimeonisLofsång Lukasevangeliet 2:29 (Göteborgspsalmboken 1650 s. 18) Finns på Wikisource.

#### II. Adwents Psalmer
- 132 Frögda tigh tu Christi brudh (7v), * (1819 nr 51) Finns på Wikisource.
- 133 Gjör porten högh / giör dören bredh (5v) * (1819 nr 52) Finns på Wikisource.
- 134 Pris ware Gudh ewinnerlig

#### III. Julehögtids Psalmer - Om Christi Födelse
- 135 Werldenes Frälsare kom här (7v) (Göteborgspsalmboken 1650, 1819 nr 58) Finns på Wikisource.
- 136 Wij lofwom Christ en Konung båld (8v) Göteborgspsalmboken 1650 Finns på Wikisource.
- 137 War gladh tu helga Christenhet  / Och prisa Gudz barmhertighet (8v) Göteborgspsalmboken 1650 Finns på Wikisource.
- 138 När HErren Christus födder war (8v)
- 139 Esaie Prophetenom hände thet så (1v) (1819 nr 9) (Göteborgspsalmboken 1650 s. 125-126) Finns på Wikisource.
- 140 Lofwad ware tu JEsu Christ (7v) (Göteborgspsalmboken 1650, 1819 nr 62)
- 141 Gläd tigh tu helga Christenhet (7v) (1819 nr 59) Finns på Wikisource.
- 142 Alle Christne frögda sigh (6v samt en refräng) Göteborgspsalmboken 1650 Finns på Wikisource.
- 143 En jungfru födde ett barn i dagh (3v) (1819 nr 60) Göteborgspsalmboken 1650 Finns på Wikisource.
- 144 Hwar Christtrogen frögde sigh (4v) (1819 nr 61)
- 145 All then ganska Christenhet / Prisar Gudz barmhertighet (10v) Finns i Göteborgspsalmboken 1650.
- 146 Betrachtom thet i thenna tid
- 147 In dulci jubilo (4v)  Göteborgspsalmboken 1650 Finns på Wikisource.
- 148 Christus then rätte HErren (5v) (Göteborgspsalmboken 1650 s. 118-119, 1819 nr 50) Finns på Wikisource.
- 149 O JEsu Christ som mandom tog (5v) (Göteborgspsalmboken 1650 s. 126-127, 1819 nr 49) Finns på Wikisource.
- 150 Pris ware Gud i himmels thron
- 151 Wår Jesus är af jungfru ren
- 152 Af Himmels högd jagh kommen är (15v) (1819 nr 63) Finns på Wikisource.
- 153 Christe som oss hafwer kiär
- 154 Warglad, min själ, som i mig bor
- 155 Så skiön lyser then Morgonstiern * (10v) Göteborgspsalmboken 1650 Finns på Wikisource.

#### IV. Nyåhrs Psalmer
- 156 Frögder eder alle / I thenna Christenhet (6v) (Göteborgspsalmboken 1650)
- 157 Tin godhet wele wij lofwa (8v), (melodi som nr 283) (1819 nr 410)
- 158 Thet gamla åhr framgångit är (7v) (1819 nr 411)
- 159 Wår tijd är ganska flychtig här (6v) (melodi som nr 131) (7v), (melodi som nr 377) (1819 nr 412)
- 160 Gudz godhet skole wij prisa (6v) (melodi som nr 283)
- 161 Genom sorg och plågor
- 162 Gif / o JEsu! frögd och lycka  (1819 nr 413)

#### Om Jesu namn och wälgierningar
- 163 Wälsignat ware JEsu Namn (5v) (Göteborgspsalmboken 1650 på s. 74-75, 1819 nr 64) Finns på Wikisource.
- 164 JEsus är mitt lijf och hälsa (7v)  (1819 nr 214) Finns på Wikisource.
- 165 Jesus är min bästa skatt
- 166 HErre JEsu Christ / min Frälsare tu äst (8v)  (Göteborgspsalmboken 1650 på s. 132-714,1819 nr 195)
- 167 Sij / JEsus är ett tröstrijkt Namn (5v)  (1819 nr 56)
- 168 Jag wil tig, Jesu, prisa
- 169 JEsu tu min frögd och fromma (5v)  (1819 nr 204)

#### V. Psalmer på Trettonde dagen
- 170 Ett barn är födt i Bethlehem (10v) + latin "Puer natus in Bethlehem, Bethlehem" (10v) (Göteborgspsalmboken 1650 på s. 123-125)
- 171 Ett barn är födt af jungfru reen (12v) (melodi som nr 145)  (1819 nr 67)

#### VI. Om Christi pino och död
- 172 O Gudh wår Fader i ewighet / Utan all begynnelse och ända (29 verser) (Göteborgspsalmboken 1650 på s. 149-156)
- 173 Hielp Gudh / at jagh nu kunde (13v) (Göteborgspsalmboken 1650 på s. 143-147)
- 174. JEsus uppå korset stod / Honom förlop hans helga blodh (12v)(Göteborgspsalmboken 1650 på s. 147-149)
- 175. MJn Jesu hör/ om tig så wil iag siunga
- 176. AH Herre/ huru skräckelig är/ Tin grymhet
- 177. JEsu! djupa såren tina  (1819 nr 77)
- 178. JEsu/ tu mit lif/ min hälsa (8v) (1819 nr 76) Finns på Wikisource.
- 179. Wi tacke tig/ o Jesu god (4v) (1819 nr 96) Finns på Wikisource.
- 180. Ah hiertans we! at jag skal se (12v) (1819 nr 98)
- 181. Min Frälsare / hwad siälawee (6v)  (1819 nr 84) Finns på Wikisource.
- 182. Skåder / skåder nu här alle (5v)  (1819 nr 92)
- 183. O Rene Gudz Lamb/ oskyldig (1v) (1819 nr 94) (Göteborgspsalmboken 1650 på s. 156) Finns på Wikisource.
- 184. O Tu wår HErre JEsu Christ! (1v),  (1819 nr 93)
- 185. O Jesu/ tu Gudz Lamb
- 186. MJn siäl/ tu måste nu glömma
- 187. UP min tunga/ och lofsiunga (11v)  (1819 nr 106)
- 188. JEsu! lär migh rätt betänckia (20v)  (1819 nr 75)

#### VII. Om Christi Begrafning
- 189. Så är fullkomnat/ Jesu kiär ( 8v),  (1819 nr 99)
- 190. SAnn Gud och man/ o Jesu blid  (14v)

#### IIX. Påska Psalmer, Om Christi upståndelse
- 191. NU är kommen wår Påska frögd (7v) (Göteborgspsalmboken 1650, s.157-158, 1819 nr 104) Finns på Wikisource.
- 192. JEsus Christus han är worden (6v och en Verus intercal) (Göteborgspsalmboken 1650, s.159-160) Finns på Wikisource.
- 193. Sig frögde nu hwar Christen man (5v) (1819 nr 107)
- 194. CHrist låg i dödsens bandom  (7v) (Göteborgspsalmboken 1650, s.158-159) Finns på Wikisource.
- 195. THen Herren båld/ Gudz Faders Son  (3v)
- 196. VPstånden är wår Herre Christ / Halle:Halleluja! / Alles wår Frälserman förwist / Halle: Halleluja (19v) (Göteborgspsalmboken 1650, s.162-164)
- 197. Gladeligh wele wij Haleluia siunga (4v) (Göteborgspsalmboken 1650, s.161-162)
- 198. VPstånden är wår Herre Christ / Halle:Halleluja! / För hela werldens tröst förwist. Halle:Halleluja (6v)
- 199. LÅt oß frögdas/ gladlig siunga (8v) (1819 nr 109)
- 200. LÅt oß nu Jesum prisa (10v)  (1819 nr 110)
- 201. JEsu! tu tig sielf vpwäckte (10v)  (1819 nr 111)
- 202. THenne är then store dagen (9v) (1819 nr 112)

#### IX. Om Christi Himmelsfärd
- 203. JEsu! tu äst wår salighet (5v) (Göteborgspsalmboken 1650 på s. 166-167) Finns på Wikisource.
- 204. VPfaren är wår HErre Christ  (9v), (Göteborgspsalmboken 1650 på s. 167-168, 1819 nr 115) Finns på Wikisource.
- 205. NU frögdoms wi med glädie stor  (13v)
- 206. TU Jesu äst wår Konung båld

#### X. Pingesdaga Högtid. Om then Helga Anda
- 207. WJ begå nu then hugnelig tid (8v)
- 208. THen Helge Andes nåd (13v)
- 209. KOm Helge Ande Herre god (7v) (Göteborgspsalmboken 1650 s. 171-172, 1819 nr 133) Finns på Wikisource.
- 210. KOm Helge Ande Herre Gud (3v) (Göteborgspsalmboken 1650 s. 173-174, 1819 nr 134) Finns på Wikisource.
- 211. NU bedie wi then Helga And (4v) (Göteborgspsalmboken 1650 s. 172-173, 1819 nr 135)
- 212. O Tu Helge Ande kom (1v) och på latin Weni Sancte Spiritus, reple tuorum corda fidelium (Göteborgspsalmboken 1650 s. 173, 1819 nr 132)
- 213. HElge And/ mins hiertans nöije!  (8v) * (1819 nr 136)
- 214. När Christus Gudz thens Högstas Son  (13v)
- 215. Andans helga nåde (8v) (1819 nr 137)
- 216. O Helge And/ kom til mig inn (9v) (1819 nr 138)

#### XI. Om then H. Trefaldighet
- 217. O Fader wår/ barmhertig och god  (4v),  *  (Göteborgspsalmboken 1650, 1819 nr 21) Finns på Wikisource.
- 218. HErre Gud Fader stat oß bi    (1v),  (Göteborgspsalmboken 1650 på s. 176, 1819 nr 22) Finns på Wikisource.
- 219. O Herre Gud af himmelrik (3v) (Göteborgspsalmboken 1650 på s. 85-86, 1819 nr 23)
- 220. TJg ware lof och pris (3v),   (Göteborgspsalmboken 1650 på s. 22-23, 1819 nr 265)
- 221. Alleneste Gud i himmelrik (5v),  (Göteborgspsalmboken 1650 på s. 116-117, 1819 nr 24) Finns på Wikisource.
- 222. Gud heligste Treenighet (5v) O Lux beata Trinitas
- 223. O Skapar’ och o gode Gud  (3v) (1819 nr 25)

#### XII. Uppå S. Michaelis dag. Om the H. Änglar
- 224. Gud låter här sin Christenhet (5v) * (1819 nr 35) Finns på Wikisource.
- 225. O Fader wise/ Tig wi allesamman
- 226. Gud ware tack och ähra  (9v) (1819 nr 36)
- 227. O Herre Gud/wi lofwe tig
- 228.O Gud/ rik af barmhertighet  (7v)

#### XIII. Uppå alla Helgona dag
- 229. KOm/ min Christen/ Gud til ähra (11v) (1819 nr 217)
- 230. O Jesu/ tu wår Frälsare

#### XIV. Uppå Apostledagar
- 231. SJg frögde nu himmel och jord  (8v) (Göteborgspsalmboken 1650 s. 103-104)
- 232. SÅ hafwe wi i thenna dag * (14v),  (1819 nr 316)

### IV. Psalmer öfwer Några Söndags Evangelier
- 233. Ett bröllop uti Cana stod (8v, Johannesevangeliet 2)
- 234. EN liknelse fast skiön och klar / (12v, Matteusevangeliet 20) (Göteborgspsalmboken 1650 s. 45-48) Finns på Wikisource.
- 235. SÅ högt har Gud/ oß til stor frögd (5v, Johan 3) (1819 nr 147)
- 236. Om en rik man här siungom wi (11v, Lukasevangeliet 16) (Göteborgspsalmboken 1650 s. 236-239)
- 237. EN riker man/ wäldiger han (14v, Lukasevangeliet 14) (Göteborgspsalmboken 1650 s. 42-45)*
- 238. STår vp af synd med allo flit (9v, Lukasevangeliet 15)
- 239. GUd warder liknad wid en man (12v, Lukasevangeliet 15) (Göteborgspsalmboken 1650 s. 50-54)
- 240. THen som efter Gudz rike står (8v, Lukasevangeliet 16)
- 241. HÖgfärd är en odygd så stor (11v, Lukasevangeliet 10) (Göteborgspsalmboken 1650 s. 216-218)
- 242. O Menniska wil tu betänckia  (7v, Matteusevangeliet 6) (Göteborgspsalmboken 1650 s. 48-50) Finns på Wikisource.
- 243. OS Christne bör tro och besinna (11v) * (1819 nr 298)
- 244. ENom Konung täcktes thet så (9v, Matteusevangeliet 18) (Göteborgspsalmboken 1650 s. 39-42)
- 245. WAker vp i Christne alle (9v, Matteusevangeliet 25) (Göteborgspsalmboken 1650 s. 239-241)
- 246. HJmmelriket liknas wid tijo jungfrur (7v, Matteusevangeliet 25)
- 247. KOmmer hit til mig/ säger Gudz Son  (16v) (Göteborgspsalmboken 1650 s. 54-57)

### V. Åtskillige Läro-Psalmer

#### Om Menniskiones fall och uprättelse
- 248. O Herre Gud af himmelrik  (26v) (Göteborgspsalmboken 1650 s. 85-86)
- 249. O Jesu Christ/ tu nådenes brunn (11v) (melodi som nr 42) (1819 nr 47)
- 250. Af Adams fall är platt förderft (9v) (Göteborgspsalmboken 1650 s. 211-214)
- 251. Ach wij syndare arme; Ah wi syndare arme (6v) (Göteborgspsalmboken 1650 s. 214-216)
- 252. Hwar man må nu wäl glädia sig (8v) (Göteborgspsalmboken 1650 s. 168-170, 1819 nr 45) Finns på Wikisource.
- 253. Nu frögden eder Christne all (9 verser)
- 254. Gud af sine barmhertighet (10v) (Göteborgspsalmboken 1650 s. 219-221, 1819 nr 144) Finns på Wikisource.

#### Om Gudz Ord och församling
- 255. O Herre Gud/ tin helga ord (9v) Göteborgspsalmboken 1650 s. 90-93. Finns på Wikisource.
- 256. Frögder eder i thenna tid (14v) Göteborgspsalmboken 1650 s. 93-97.
- 257. Wak vp/ wak vp i Gudz namn (11v) Göteborgspsalmboken 1650 s. 99-102.
- 258. O Herre Gud tin helga bud (8v)
- 259. Ett godt beråd och wälbetänckt mod (14v)
- 260. Jag wet et blomster skiönt och fijnt (8v) Göteborgspsalmboken 1650 s. 131-132.
- 261. Hjelp Herre mill/ hur står thet til (7v)
- 262. AH blif hos oß/ o Jesu Christ (9v) (1819 nr 120) Finns på Wikisource.

#### Om Herrans Sabbaths Dag
- 263. J Dag är Herrans Sabbaths dag (22v)

#### Böne Psalmer för Predikan
- 264. O Gud/ thet är en hiertans tröst (5v) (1819 nr 324) Finns på Wikisource.
- 265. HJt/ o Jesu/ samloms wi  (3v) Finns på Wikisource.
- 266. O Gud som hörer allas röst (3v), (1819 nr 329)

#### Bönepsalm efter Predikan
- 267. Såledz är wår kyrckiogång (3v) Finns på Wikisource.

#### Om Antichristo
- 268. O Rom/ går thet nu så med tig  (12v)
- 269. GUd Fader wilie wi prisa (13v) Göteborgspsalmboken 1650 s. 104-108 Finns på Wikisource.
- 270. O Ewige Gud af ewighet

- 238 WAr glad min siäl och fatta mod (8v) (1819 nr 230)
- 239 VTi tin nåd/ o Fader blid    (4v) (1819 nr 250) Finns på Wikisource.

#### Om Gudz nådige Beskydd
- 271. WAr glad min siäl och fatta mod (8v) (1819 nr 230)
- 272. VTi tin nåd/ o Fader blid    (4v) (1819 nr 250) Finns på Wikisource.

#### Om Gudz Nåd och Syndernas Förlåtelse
- 273. ALlena til tig/ Herre Jesu Christ (4v),  (Göteborgspsalmboken 1650 s. 29-30, 1819 nr 194)
- 274. WÄl mig i ewighet! ni kiänner siäl och sinne (4v) (1819 nr 197) Finns på Wikisource.
- 275. MJn Gud/ lof/ pris och tack jag tig
- 276. JAg tackar tig/ min högste Gud (7v) * (1819 nr 198)
- 277. BOrt mitt hierta med the tanckar (11v) (1819 nr 192) Finns på Wikisource.
- 278. OMwänd mig Herre kiär

#### Om CHristi Förtienst/ Kiärlek och nådige Närwarelse
- 279. AH! hwad skal jag doch begynna? (13v), varannan Syndaren/Jesus) (1819 nr 177)
- 280. O Christe Morgonstierna
- 281. MJn Jesu tu wälkommen war
- 282. JEsus är min wän then bästa (3v) * (1819 nr 213) Finns på Wikisource.
- 283. JEsu/ tu som siälen spisar (9v) (1819 nr 205)
- 284. SKiönste barn/ o Jesu kiäre
- 285. AH min Jesu/ låt ei mig
- 286. KJära siäl låt tig nu lida
- 287. MJßtrösta ei/ min Christen god (10v) * (1819 nr 191)

### VI. Bot Psalmer
- 288. BEklaga af alt mitt sinne (6v) (Göteborgspsalmboken 1650 s. 30, 1819 nr 180) Finns på Wikisource.
- 289. O Gud/ hwem skal jag klaga /Then sorg och eländ jag drager    (6v) (1819 nr 373)
- 290. O Gud/ hwem skal jag klaga/ Min synd är swår och stor (5v) (Göteborgspsalmboken 1650 s. 71)
- 291. EN syndig man/ som låg i syndsens dwala (9v) (Göteborgspsalmboken 1650 s. 229-232, 1819 nr 167) Finns på Wikisource.
- 292. MJn högsta skatt/ o Jesu kiär (8v) * (Göteborgspsalmboken 1650 s. 262, 1819 nr 186)
- 293. AH Gud och Herr/ min synd ty wärr (10v) (1819 nr 187)
- 294. Ah hur stort är mitt elände! (18v), Finns på Wikisource.
- 295. MEd suck och gråt/ för tig/ min Jesu
- 296. O Jesu Christ/ min högsta tröst (10v), (1819 nr 188)
- 297. MJtt skuld-register när jag wil (6v), (1819 nr 189)
- 298. FÖr tig/ o Gud/ jag klagar (10v)
- 299. Är jag allen en främling här på jorden? (15v), * (1819 nr 178)
- 300. O Tu bittra sorga kiälla  (6v), * (1819 nr 179) Finns på Wikisource.
- 301. JAg kommer/ milde Gud

### VII. Psalmer Om ett Christeligt Lefwerne

#### I. I gemen
- 302. HWad godt kan jag doch giöra  (8v) (1819 nr 206)
- 303. JEsus är mitt lif och krona
- 304. JAg tackar tig/ min Gud
- 305. FÖr tig/ ah milde Herre Gud

Thet gyllene A.B.C.D
- 306. ALena til Gud sät titt hopp fast (24v) *

#### II. Om Tolamod och Förnöijelse i Gudi
- 307. HAf tolamod/ war from och god   (3v) (1819 nr 233)
- 308. HWad min Gud wil/ altid thet skier  (5v) Göteborgspsalmboken 1650 s. 73-74, (1819 nr 251)
- 309. SOm tig/ Gud täckes/ giör med mig (4v) (1819 nr 253)
- 310. J Frögd samt alskiöns wåda
- 311. HWad wil tu tig bedröfwa
- 312. HWad Gudi täckes/ är mig täckt (8v) (1819 nr 254) Finns på Wikisource.
- 313. JEsus är min hägnad (8v) (1819 nr 216)
- 314. TJl Gud min sak hemställer jag
- 315. HWad sörjer tu så swåra (6v),  (1819 nr 244)
- 316. HWad kan doch min siäl förnöija (11v),  (1819 nr 257) Finns på Wikisource.

#### III. Om Werldenes Wäsende/ Fåfängelighet och Föracht
- 317. Ingen efter Gudz rike står (6v)
- 318. ALt hwad wi på jorden äga  (8v) (1819 nr 455)
- 319. FAr tin wäg tu arge werld  (5v),  (1819 nr 456) Finns på Wikisource.
- 320. FAr wäl tu snöda werld
- 321. AH hwad är doch lifwet här? (12v) * (1819 nr 457)
- 322. TU söta werld far wäl (12v),  (1819 nr 458)
- 323. JEsus alt mitt goda är (4v) (1819 nr 215)

#### IV. Emot Dryckenskap
- 324. O Herre Gud af himmelrik  (13v) * Göteborgspsalmboken 1650 s. 85-86.

#### V. Emot Okyskhet och Skiörlefnad
- 325. GUd säger at then salig är (12v) (1819 nr 292)
- 326. Wi böre oss städze reda (8v)

#### VI. Emot Högfärd
- 327. AH hwi ästu doch så blinder (11v) *
- 328. Menniskia ästu så högfärdig  (6v)

### IIX. Psalmer i Bedröfwelse/ Kors och Anfächtning
- 329. O Gud förlän mig tina nåd (6v) (Göteborgspsalmboken 1650 s. 68-70)
- 330. JAg ropar til tig/ o Herre Christ (5v) (Göteborgspsalmboken 1650 på s. 70-71, 1819 nr 208)
- 331. MÅn jag olyckon ei undgå (3v) (Göteborgspsalmboken 1650 s. 67-68)
- 332. BEgynna wil jag at prisa (16v)
- 333. MJtt hierta hwi grämer tu tig  (15v) (Göteborgspsalmboken 1650 s. 57-60)
- 334. Sorgen för glädien går (15v)
- 335. AH min siäl haf lustigt mod (19v) (1819 nr 231)
- 336. ZJon klagar med stor smärta (7v) (1819 nr 123)
- 337. FRån Gud wil jag ei skilias*
- 338. AF hiertat hafwer jag tig kiär (3v) (1819 nr 221)
- 339. MJn siäl och sinne låt Gud råda (7v)  * (1819 nr 239)
- 340. HErre/ tu min tröst och fromma  (6v), * (1819 nr 246)
- 341. HWart hän skal jag doch fly (10v) (1819 nr 176)
- 342. AH när wil thet ände blifwa
- 343. Den wederwärdighet (9v) (1819 nr 238) Finns på Wikisource.
- 345. GJf tig vp min siäl til Gud
- 346. WÄnder om i sorgse sinnen (5v) (1819 nr 389)
- 347. JEsu wil tu mig förgiäta
- 348. MJn sorgse siäl lät ingalund
- 349. EFter moln skin solen klar

### IX. Böne Psalmer
- 350. MJtt hierta frögda tig  (4v) (1819 nr 261)
- 351. BEwara oß Gud i tin ord (5v) Göteborgspsalmboken 1650 s. 102-103.
- 352. O Gud/ o Gud så from (8v) (1819 nr 207)
- 353. O Store Gud/ min Fader och min Herre (18v)
- 354. HÖr/ Herre Gud/ min hiertans röst
- 355. Tu ting/ o Gud/ bedz jag af tig  (8v) Göteborgspsalmboken 1650 s. 260-261.
- 356. GUd FAder vti himmelrik  (20v)
- 357. O Gode Gud i himmels thron (8v)

### X. Lof- och Tacksäijelse Psalmer
- 358. Lof/ pris och tack skie tig (11v)
- 359. PÅ hwad sätt/ o Herre kiär
- 360. Lofwat ware Herren * (11 v),  (1819 nr 270) Finns på Wikisource.
- 361. Mitt hierta nu fast gläder sig (10 verser, Hanne Lofsång Första Samuelsboken 1:2)
- 362. NU tacker Gud alt folck med hiertans frögd  (3 v), (1819 nr 272) Finns på Wikisource.
- 363. Nu tacker alle sammtlig Gud  (3v)

### XI. Psalmer i åtskillige nödtorfter

#### I. Uti stora Landzplågor
- 364. NÄr wi i högsta nöden stå (8v)
- 365. WÄnd af tin wrede/ Herre Gud med nåde (8v) + latin "Aufer immenfam, Deus, aufer iram" (8v), (Göteborgspsalmboken 1650 s. 257-259)1819 nr 387) Finns på Wikisource.
- 366. AH Herre Gud i högden bor * (15v)

#### II. Om Frid
- 367. FÖrläna oß Gud så nådelig (6v), (Göteborgspsalmboken 1650 s. 178-179, 1819 nr 303) Finns på Wikisource.
- 368. Gud gifwe wårom Konung och all Öfwerhet (1v) (Göteborgspsalmboken 1650 s. 179-180)

#### III. Om Jordenes Fruchtbarhet
- 369. PÅ tig o Herre kiäre (11v)
- 370. HJmmelske Fader/ högste Gud (12v), (1819 nr 396)
- 371. TJn klara sol/ o Fader wår (11v)
- 372. AH Herre/ tu fast stränge Gud (4v)
- 373. GJf oß/ o Gud/ wårt daglig bröd (4v), (1819 nr 399)
- 374. THen blomstertid nu kommer  * (6v), (1819 nr 394) Finns på Wikisource.
- 375. NÄr tig går hungers nöd vppå (16v)

#### IV. Om Hälsa och Sundhet
- 376. THen som frisker är och sund * (13v)

### XII. Psalmer För åtskillige Stånds personer, och wid besynnerliga tilfällen

#### I. En Konungs Böne Psalm
- 377. Jag kommer för tig/ Herre  (17v)

#### II. En Arfprintz Böne Psalm.
- 378. O Gud tu wast i fordom tid (17v)

#### III. En Kongl. Råds Böne Psalm
- 379. Hwad är wår råd och wåre tanckar (6v)

#### IV. Lärares Böne Psalmer
- 380. O Gode Herde/ som gaf vt titt lif för fåre (9v),  (1819 nr 313)
- 381. JEsu/ tu min gode Herde

#### V. Psalmer angående Domare
- 382. O Store almachts Gud (9v), (1819 nr 309)
- 383. GUds stränga bud och helga lag (8v)
- 384. ETt Domarsäte bör För wrånghet wara fritt

#### VI. Psalmer angående thet H. Ächtenskaps ståndet
- 385. GUd som all ting skapade (4v) (Göteborgspsalmboken 1650 på s. 204-205) Finns på Wikisource.
- 386. HUru Gud i begynnelsen himmel och jord (10v)
- 387. WJ önske nu wår brudgum och brud (4v) Finns på Wikisource.

#### VII. Barna Psalmer
- 388. MJtt hierta frögde sig innerlig (7v)
- 389. O Gud som ei the spädas röst förachtar  (8v), (1819 nr 342)

#### VIII. Änckiors och Faderlösas Bönepsalm
- 390. AH döde hafwer hädan ryckt min man (7v) (1819 nr 344)

#### IX. En siuk menniskios Klagepsalm
- 391. AH huru plågas jag (12v), (1819 nr 364)

#### X. Tacksäijelse efter öfwerstånden siukdom
- 392. O Gud i tine hand står kranckhet (4v), (1819 nr 367)

#### XI. Psalmer för Resande til landz och watn
- 393. JAg låter Herrans nåde  (15v)
- 394. J Herrans namn så rese wi (9v)
- 395. VTi Gudz namn nu rese wi (3v)
- 396. ALzmächtige Gud i himmelrik (6v), (1819 nr 370)
- 397. O Herre Gud och Fader min (6v)
- 398. GUd/ tu som äst wår Fader kiär

### XIII. Måltidz Psalmer
- 399. SJungom nu af hiertans grund * (6v) (Göteborgspsalmboken 1650 s. 208-209.) Finns på Wikisource.
- 400. HErre Christ wi tig nu prise (4v)
- 401. TAcker Herranom som är ganska blider (7v) (Göteborgspsalmboken 1650 s. 206)
- 402. NU låt oß Gud wår Herra  (8v) (Göteborgspsalmboken 1650 s. 210-211.)
- 403. O Gud/ tin godhet tacke wi (4v) (Göteborgspsalmboken 1650 s. 209-210.)

### XIV. Morgon och Afton Psalmer

#### I. Morgon eller Afton Psalmer
- 404. TJg Herre mill/ jag tacka wil (3v) (Göteborgspsalmboken 1650 s. 188-189)
- 405. LUstig af hiertans grunde  (8v) (Göteborgspsalmboken 1650 s. 191-193)
- 406. LOf/ pris och ähra ware tig (10v) (inte = Lov, ära och pris med liknande titelrad) --- (1819 nr 416)
- 407. NÄr jag om morgon tidt vpstår (5v), (1819 nr 417)
- 408. O Herre Gud/ som all ting skop (6v)

#### II. Morgon Psalmer
- 409. JAg wil af hiertans grunde
- 410. TJg Herre/wil jag prisa
- 411. JAg tackar tig genom tin Son
- 412. AT tu mig i then mörcka natt
- 413. LJus af lius/ o morgonstierna
- 414. MJn Gud och Fader kiäre
- 415. THen signade dag som wi här nu se
- 416. O Gud tig ware lof och pris
- 417. HWar med skal jag nu lofwa
- 418. WAk vp min siäl/ gif ähra
- 419. GOdt mod min siäl nu haf
- 420. MOrgonrådan Gud skie heder
- 421. O Gud/ wår sol/ hielp/ skiöld och hähr
- 422. WAk vp min siäl!
- 423. GUd har sin sol igen vpsatt
- 424. WJ tacke tig rätt hiertelig

#### III. Afton Psalmer
- 425. EFter Gudz skick går thet så til
- 426. CHriste som lius och dagen är
- 427. SOlen hafwer sig från oß wändt
- 428. DAgen ifrån oß skrider
- 429. THen liuse dag framgången är
- 430. CHriste sann dagsens lius och skien
- 431. NU är en dag framliden
- 432. NU hafwer thenne dag
- 433. WJ tacke tig/ o Herre Christ
- 434. LOf skie tig/ Gud/ för thenna dag
- 435. TJg Fader wil jag prisa
- 436. MJn ögon sluter jag
- 437. NU thenne dag framliden är
- 438. NU hwilar hela jorden
- 439. ÖPna tig min munn och tunga
- 440. GÅr här fram i sinnen kiära
- 441. SOlen går nu åter neder
- 442. FRamliden är nu thenna dag
- 443. NU i skuggans tid then tysta

#### IV. Om the Tolf Dagsens Stunder
- 444. O Menniskia betänck all stund (14v)

### XV. Död- och Begrafnings Psalmer

#### I. Beredelse Psalmer emot döden
- 445. MÄdan man lefwer i werlden säll (7v) (Göteborgspsalmboken 1650 s. 241-243), 1819 nr 454)
- 446. HEmlig stod jag en morgon * (12v) (Göteborgspsalmboken 1650 s. 254-257) Finns på Wikisource.
- 447. EWinnerlig är mitt hopp til Gud (6v) (Göteborgspsalmboken 1650 s. 248-239)
- 448. O Jesu Christ sann Gud och man (8v), (1819 nr 469)
- 449. GUdi min sak hemställer jag (18v), (1819 nr 468)
- 450. PÅ min Herra Gud allen (8v)
- 451. AH Jesu Christ tin nåd bete (9v), (1819 nr 470)
- 452. O Jesu/ när jag hädan skal * (8v), (1819 nr 472) Finns på Wikisource.
- 453. NÄr jag vti min enslighet * (13v), (1819 nr 459)
- 454. DÖdsens macht och tyranni (10v)

#### II. Suckan i Dödzångest
- 455. KOm/ o Jesu/ huru länge (6v), (1819 nr 472)
- 456. MJn jämmer nu en ända har  (6v), (1819 nr 479)
- 457. NU efter ther til kommet är
- 458. O Werld jag tig förlåter (10v)
- 459. J Christi sår jag somnar in (3v), (1819 nr 480)
- 460. JAg längtar af alt hierta (10v), (1819 nr 477) Finns på Wikisource.
- 461. JAg är en matk fast arm och klen
- 462. NÄr min tid och stund kommen är (12v) Göteborgspsalmboken 1650 s. 244-247

#### III. Begrafnings Psalmer
- 463. MEd glädie och frid far jag nu hänn (4 verser, Simeonis Lofsång) (Göteborgspsalmboken 1650 s. 244, 1819 nr 478) Finns på Wikisource.
- 464. WJ som lefwe i werlden här (3v), (Göteborgspsalmboken 1650 s. 250-251, 1819 nr 26) Finns på Wikisource.
- 465. HEla werlden klagar sig  * (6v)
- 466. LÅt oß thenna kropp begrafwa  (8v) (Göteborgspsalmboken 1650 s. 251-252) Finns på Wikisource.
- 467. Låt oß begrafwa thenna kropp/ Och hafwa altid thetta hopp
- 468. HÖrer til i Christrogne alle (12v latin + 14v) (Göteborgspsalmboken 1650 s. 252-254, 1819 nr 492) Finns på Wikisource.
- 469. J Stoft och sand then swarta mull (4 verser + 2 onumrerade strofer)

### XVI. Om the Allrayttersta

#### I. Om then Yttersta Domen
- 470. WAk vp af synden tu Christendom (6v) (1819 nr 497)
- 471. FÖrhanden är nu wist then tid (7v) (1819 nr 498)
- 472. EN gång dö och sedan domen (14v),  (1819 nr 499)
- 473. JAg wet thet wist och fast
- 474. USle siäl som syndfull är (17 verser)
- 475. HErre Gud/ för tig jag klager *  (13v), (1819 nr 467)

#### II. Om then Osaliga Ewigheten
- 476. BEtänck o mennskia wäl tin död
- 477. O EWighet! Tin längd mig fast förskräcker (12v), (1819 nr 463) Finns på Wikisource.

#### III. Om Helwetet
- 478. HO Satans boning täncker på (5v), (1819 nr 404)
- 479. O Syndig man som säker är och trygger *  (16v), (1819 nr 465)

#### IV. Om thet Ewiga Lifwet
- 480. J Himmelen/ i himmelen/ Ther Gud sielfwer bor * (17v) (1819 nr 486) Finns på Wikisource.
- 481. EJja/ mitt hierta rätt innerlig sig frögdar  (15v) (1819 nr 487 I hoppet sig min frälsta själ förnöjer)
- 482. MJg giör stor lust och glädie (31 verser) Finns på Wikisource.
- 483. HErre/ signe tu och råde (1v) (1819 nr 500) Finns på Wikisource.